# 1998年冬季残疾人奥林匹克运动会波兰代表团
1998年冬季残疾人奥林匹克运动会波兰代表团是波兰派出的1998年冬季残疾人奥林匹克运动会代表团。获得2枚铜牌。